# Domenico Rossetti De Scander
Domenico Rossetti de Scander (Trieste, 14 marzo 1774 – Trieste, 29 settembre 1842) è stato un geografo, letterato e avvocato austriaco.

## Biografia
Domenico Rossetti nacque a Trieste il 14 marzo 1774. Il padre Antonio, ricco commerciante e aristocratico triestino, aveva ricevuto da Maria Teresa d'Austria il titolo comitale e l'aggiunta del suffisso de Scander al cognome nel 1775.
Rossetti studiò discipline umanistiche a Prato dal 1785 al 1790. In quell'anno si trasferì a Graz, al tempo facente parte del Sacro Romano Impero, dove studiò filosofia fino al 1792; infine si spostò a Vienna, dove si laureò in giurisprudenza nel settembre del 1800. Nello stesso anno fece ritorno a Trieste, dove nel 1804 cominciò a esercitare la professione di avvocato. Nel 1813, terminata la dominazione napoleonica sulla sua città natale, Rossetti venne nominato membro del Tribunale delle prede. Nel 1817 fu nominato procuratore civico, incarico che manterrà sino alla morte, divenendo inoltre dal 1839 presidente del Consiglio della città.
A causa dei problemi di rifornimento idrico che interessavano la città di Trieste, Rossetti cominciò a occuparsi di idrografia, esplorando le cavità carsiche maggiormente note a quel tempo e ricercando le sorgive del fiume Timavo. Raccolse pertanto i principali scritti del tempo sull'idrografia carsica, che presentò alla quarta riunione degli scienziati italiani, tenutasi a Padova nel settembre del 1842, insieme con delle note sull'utilizzo idrico delle acque e degli studi sull'abisso di Trebiciano.
Domenico Rossetti morì a Trieste il 29 settembre 1842, a causa di una affezione polmonare cronica.

## Attività culturali

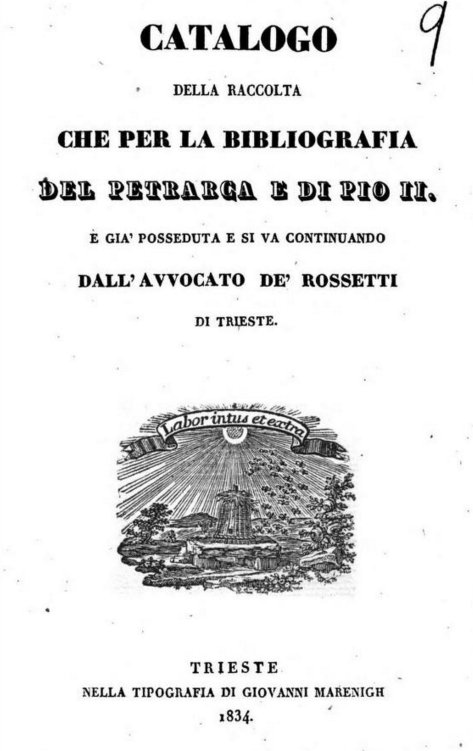
frontespizio da [https://archive.org/stream/bub_gb_VlQfs6WjhcEC#page/n0/mode/2up Internet Archive

Tra le sue attività culturali ricordiamo:
- La fondazione della Società Minerva (1810), che si proponeva di promuovere l'arte, la letteratura e la storia della città di Trieste. La prima sede della società si trovava al piano terra di Palazzo Pitteri in Piazza Unità d'Italia. Nel 1829, questa fondazione diede vita alla rivista scientifica L'archeografo triestino;[2]
- La donazione alla città di Trieste di una collezione su Francesco Petrarca e Papa Pio II, conservata al Museo Petrarchesco-Piccolomineo;
- Le sue ricerche sulla morte di Johann Joachim Winckelmann.

## Opere

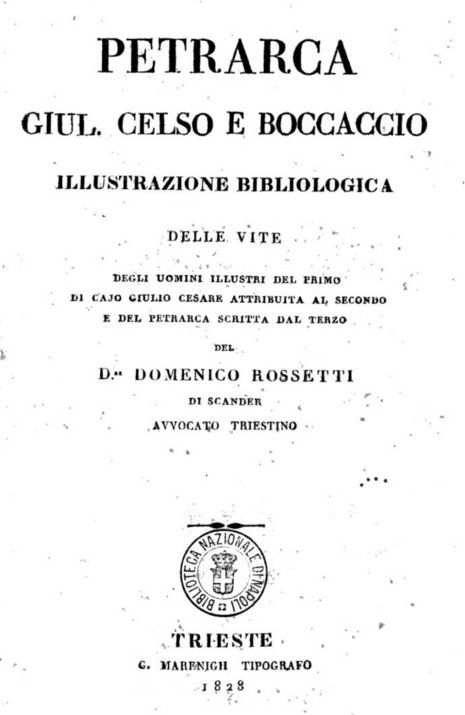
Frontespizio da [https://archive.org/details/petrarcagiulcel00rossgoog Internet Archive

- In morte di sua eccellenza il signor barone Bernardo (1817)
- (DE)  Zur mnemosyne des Hern Joseph Kreil (1818)
- (DE)  Johann Winckelmann's letzte Lebenswoche (1818)
- Indagine sullo stato del Timavo (1827)
- Dello scibile e del suo insegnamento: quattro discorsi e due sogni, (1832)
- Pozzi artesiani, sorgenti ed acque correnti per Trieste e suo territorio (1835)
- Scritti inediti, pubblicati dal municipio di Trieste nel centenario della morte (1944)

## Ricordo
A Trieste gli sono stati dedicati il teatro Politeama Rossetti e un monumento nel giardino pubblico Muzio de' Tommasini, eretto nel 1901, opera dello scultore Augusto Rivalta con l'aiuto di Antonio Garella che eseguì il basamento con le allegorie di Legge, Letteratura e Ragione , altrove indicate come Archeologia, Poesia e Giurisprudenza .
La città di Trieste gli ha inoltre dedicato una via, citata in una poesia di Umberto Saba:
è sempre Via Domenico Rossetti.»
(Umberto Saba, Tre vie)
Anche Monfalcone e Aviano gli hanno dedicato una via.